# Richard Balint
Richard Balint (* 8. listopadu 2002) je český basketbalista, který hraje jako rozehrávač za Club Baloncesto Lucentum Alicante ve Zlaté lize LEB.

## Kariéra
S basketbalem začal v BC Brno,  debutoval v sezóně 2020-21 v Národní basketbalové lize.
V českém týmu odehrál celkem tři sezony a v sezoně 2022-23 byl zařazen do all-star týmu Národní basketbalové ligy.
Dne 4. srpna 2023 podepsal smlouvu s klubem Baloncesto Lucentum Alicante z Ligy LEB Oro.

## Národní výběr
V roce 2022, ve svých 19 letech, debutoval v české basketbalové reprezentaci.